# Лебединець Михайло Мусійович
Миха́йло Мусі́йович Лебеди́нець (*29 жовтня 1889, Гадяч — †17 грудня 1934, Київ) — український прозаїк, перекладач. Також державний діяч УСРР. Чоловік народного комісара соціального страхування УСРР Марії Венедиктівни Лебединець.
Жертва сталінського терору.

## Життєпис
Син дрібного крамаря. Навчався на медичному факультеті Варшавського університету (1909–1911), звідки його відрахували за участь в українській студентській есерівській організації й вислали на Полтавщину. 1913 р. вступив на юридичний факультет Варшавського університету. Під час Першої світової війни служив прапорщиком в обозному батальйоні. 1917 р. активізував працю в Українській партії соціалістів-революціонерів, був обраний головою української військової ради Західного фронту і головою фронтової фракції партії. Після підписання Берестейського миру у квітні 1918 р. переїхав до Києва. У 1919–1920 рр. належав до УКП (б). Був членом правління видавничого товариства «Ґрунт» (1918), працював у Бюро преси та пропаганди УНР, секретарем редакції газети «Боротьба» (1919). У травні-серпні 1919 р. — Нарком юстиції УСРР, від серпня 1919 р. до початку 1920 р. — член закордонного бюро ЦК УКП (б) в Москві. Відтак переїхав до Харкова, вступив до КП(б)У. У 1920–1921 рр. — член колегії і заступник наркома юстиції УСРР, від січня 1922 р. до січня 1924 р. — завідувач консульського відділу посольства УСРР і ССРР у Польщі, у лютому 1924 р. — вересні 1928 — голова Верховного суду УСРР. 1928 р. його як колишнього боротьбиста усунули від роботи у Верховному суді й перевели до Одеси на посаду директора оперного театру. Повернувшись до Харкова, працював у видавництві «Українська радянська енциклопедія».
Восени 1934 р. Лебединця заарештували органи ҐПУ; у складі «групи 29-ти» його обвинуватили в належності до підпільної терористичої білогвардійської організації і розстріляли.
У Харкові певний час після страти перебувала дружина Лебединця — Марія Венедиктівна.

## З творчого доробку
Автор збірок новел:
- Пасма життя. — Київ, 1919. (рец.: Книгарь. — 1919. — Ч. 22)
- Вікно розчинене. — Харків, 1922.

Переклади:
- Казімєж Тетмаєр. Мелянхолія. — Київ, 1918.
- Еліза Ожешкова. Міртала. Харків, 1929.
- Стефан Жеромський. Провесінь. — Харків, 1930.
- Владислав Реймонт. Селяни. — Харків, 1930. (дві перші частини роману)
- Бруно Ясенський. Палю Париж. — Харків, 1930.